# معهد الفلك وعلوم الفضاء
معهد الفلك وعلوم الفضاء تأسس المعهد عام 1994 وهو تابع لجامعة آل البيت في مدينة المفرق. يهدف المعهد بإعداد الخبرات المحلية في مختلف فروع علم الفلك وعلوم الفضاء، ويقدم المعهد شهادة الماجستير (.M.Sc) في علم الفلك وعلوم الفضاء.

## وصلات خارجية
- الموقع الرسمي للمعهد